# Tračanska grobnica u Sveštarima
Tračanska grobnica u Sveštarima (bugarski: Свещарската гробница) se nalazi 2.5 km jugozapadno od sela Sveštari, u bugarskoj oblasti Razgrad, koja se nalazi 42 km sjeveroistočno od grada Razgrada.
God. 1982., otkriven je tračanski tumul (grobni humak) iz 3. stoljeća pr. Kr. koji predstavlja osnovne građevinske principe tračanskih kultnih građevina. Njegovi ukrasi se smatraju jedinstvenima s višebojnim karijatidama u obliku ljudi-biljaka i s oslikanim zidnim slikama. Deset ženskih figura, isklesanih u visokom reljefu na zidovima središnje prostorije i ukrasi na luneti bačvasto nadsvođene komore su jedini takve vrste u cijeloj Trakiji.
Ona je sjajan prikaz kulture tračanskog plemena Geta koji su bili u kontaktima s Grcima i Hiperborejcima. Čak se pretpostavljalo da je grobnica dio izgubljenog Getijskog grada Helisa.

## Vanjske poveznice
- Službena stranica Grobnice u Sveštarima

### Ostali projekti
|  | Zajednički poslužitelj ima još gradiva o temi Tračanska grobnica u Sveštarima |